# Trey Songz/Diskografie
Diese Diskografie ist eine Übersicht über die musikalischen Werke des US-amerikanischen R&B-Sängers und Rappers Trey Songz. Den Schallplattenauszeichnungen zufolge hat er bisher mehr als 36,9 Millionen Tonträger verkauft, davon alleine in seinem Heimatland über 34,5 Millionen. Seine erfolgreichste Veröffentlichung ist die Single It’s a Vibe mit mehr als 5,5 Millionen verkauften Einheiten.

## Alben

### Studioalben
| Jahr | Titel Musiklabel                                | Höchstplatzierung, Gesamtwochen, AuszeichnungChartplatzierungen (Jahr, Titel, Musiklabel, Platzierungen, Wochen, Auszeichnungen, Anmerkungen) | Höchstplatzierung, Gesamtwochen, AuszeichnungChartplatzierungen (Jahr, Titel, Musiklabel, Platzierungen, Wochen, Auszeichnungen, Anmerkungen) | Höchstplatzierung, Gesamtwochen, AuszeichnungChartplatzierungen (Jahr, Titel, Musiklabel, Platzierungen, Wochen, Auszeichnungen, Anmerkungen) | Höchstplatzierung, Gesamtwochen, AuszeichnungChartplatzierungen (Jahr, Titel, Musiklabel, Platzierungen, Wochen, Auszeichnungen, Anmerkungen) | Anmerkungen                                                    |
| Jahr | Titel Musiklabel                                | DE | CH | UK | US | Anmerkungen                                                    |
| ---- | ----------------------------------------------- | --- | --- | --- | --- | -------------------------------------------------------------- |
| 2005 | I Gotta Make It Atlantic Records (WMG)          | — | — | — | US20 (26 Wo.)US | Erstveröffentlichung: 26. Juli 2005                            |
| 2007 | Trey Day Atlantic Records (WMG)                 | — | — | — | US11 Gold · (23 Wo.)US | Erstveröffentlichung: 1. Oktober 2007 Verkäufe: + 500.000      |
| 2009 | Ready Atlantic Records (WMG)                    | — | — | — | US3 Platin · (58 Wo.)US | Erstveröffentlichung: 31. August 2009 Verkäufe: + 1.000.000    |
| 2010 | Passion, Pain & Pleasure Atlantic Records (WMG) | — | — | — | US2 Platin · (35 Wo.)US | Erstveröffentlichung: 14. September 2010 Verkäufe: + 1.000.000 |
| 2012 | Chapter V Atlantic Records (WMG)                | — | — | UK10 (3 Wo.)UK | US1 Gold · (27 Wo.)US | Erstveröffentlichung: 21. August 2012 Verkäufe: + 500.000      |
| 2014 | Trigga Atlantic Records (WMG)                   | DE43 (1 Wo.)DE | CH25 (1 Wo.)CH | UK17 Silber · (3 Wo.)UK | US1 Platin · (72 Wo.)US | Erstveröffentlichung: 1. Juli 2014 Verkäufe: + 1.085.000       |
| 2017 | Tremaine – The Album Atlantic Records (WMG)     | — | CH83 (1 Wo.)CH | UK40 (1 Wo.)UK | US3 Gold · (18 Wo.)US | Erstveröffentlichung: 24. März 2017 Verkäufe: + 500.000        |
| 2020 | Back Home Atlantic Records (WMG)                | — | — | — | US15 (4 Wo.)US | Erstveröffentlichung: 9. Oktober 2020                          |

### Mixtapes
- 2007: In My Mind
- 2009: Anticipation
- 2010: #LemmeHolDatBeat
- 2011: #LemmeHolDatBeat 2
- 2011: Anticipation II
- 2015: To Whom It May Concern
- 2016: Trappy New Years (mit Fabolous)
- 2017: Anticipation III

| Jahr | Titel Musiklabel          | Höchstplatzierung, Gesamtwochen, AuszeichnungChartplatzierungen (Jahr, Titel, Musiklabel, Platzierungen, Wochen, Auszeichnungen, Anmerkungen) | Höchstplatzierung, Gesamtwochen, AuszeichnungChartplatzierungen (Jahr, Titel, Musiklabel, Platzierungen, Wochen, Auszeichnungen, Anmerkungen) | Höchstplatzierung, Gesamtwochen, AuszeichnungChartplatzierungen (Jahr, Titel, Musiklabel, Platzierungen, Wochen, Auszeichnungen, Anmerkungen) | Höchstplatzierung, Gesamtwochen, AuszeichnungChartplatzierungen (Jahr, Titel, Musiklabel, Platzierungen, Wochen, Auszeichnungen, Anmerkungen) | Anmerkungen                             |
| Jahr | Titel Musiklabel          | DE | CH | UK | US | Anmerkungen                             |
| ---- | ------------------------- | --- | --- | --- | --- | --------------------------------------- |
| 2018 | 11 Atlantic Records (WMG) | — | — | — | US82 (1 Wo.)US | Erstveröffentlichung: 28. November 2018 |
| 2018 | 28 Atlantic Records (WMG) | — | — | — | US147 (1 Wo.)US | Erstveröffentlichung: 28. November 2018 |

### EPs
| Jahr | Titel Musiklabel                           | Höchstplatzierung, Gesamtwochen, AuszeichnungChartplatzierungen (Jahr, Titel, Musiklabel, Platzierungen, Wochen, Auszeichnungen, Anmerkungen) | Höchstplatzierung, Gesamtwochen, AuszeichnungChartplatzierungen (Jahr, Titel, Musiklabel, Platzierungen, Wochen, Auszeichnungen, Anmerkungen) | Höchstplatzierung, Gesamtwochen, AuszeichnungChartplatzierungen (Jahr, Titel, Musiklabel, Platzierungen, Wochen, Auszeichnungen, Anmerkungen) | Höchstplatzierung, Gesamtwochen, AuszeichnungChartplatzierungen (Jahr, Titel, Musiklabel, Platzierungen, Wochen, Auszeichnungen, Anmerkungen) | Anmerkungen                             |
| Jahr | Titel Musiklabel                           | DE | CH | UK | US | Anmerkungen                             |
| ---- | ------------------------------------------ | --- | --- | --- | --- | --------------------------------------- |
| 2011 | Inevitable Atlantic Records (WMG)          | — | — | — | US23 (3 Wo.)US | Erstveröffentlichung: 28. November 2011 |
| 2015 | Intermission I & II Atlantic Records (WMG) | — | — | — | US52 (2 Wo.)US | Erstveröffentlichung: 18. Mai 2015      |

## Singles

### Als Leadmusiker
| Jahr | Titel Album                               | Höchstplatzierung, Gesamtwochen, AuszeichnungChartplatzierungen (Jahr, Titel, Album, Platzierungen, Wochen, Auszeichnungen, Anmerkungen) | Höchstplatzierung, Gesamtwochen, AuszeichnungChartplatzierungen (Jahr, Titel, Album, Platzierungen, Wochen, Auszeichnungen, Anmerkungen) | Höchstplatzierung, Gesamtwochen, AuszeichnungChartplatzierungen (Jahr, Titel, Album, Platzierungen, Wochen, Auszeichnungen, Anmerkungen) | Höchstplatzierung, Gesamtwochen, AuszeichnungChartplatzierungen (Jahr, Titel, Album, Platzierungen, Wochen, Auszeichnungen, Anmerkungen) | Anmerkungen                                                                     |
| Jahr | Titel Album                               | DE | CH | UK | US | Anmerkungen                                                                     |
| ---- | ----------------------------------------- | --- | --- | --- | --- | ------------------------------------------------------------------------------- |
| 2005 | Gotta Make It                             | — | — | — | US87 (7 Wo.)US | Erstveröffentlichung: 2. März 2005 feat. Twista                                 |
| 2005 | Gotta Go Gotta Make It                    | — | — | — | US67 (18 Wo.)US | Erstveröffentlichung: 9. Juli 2005                                              |
| 2007 | Can’t Help but Wait Trey Day              | — | — | UK— SilberUK | US14 Gold · (24 Wo.)US | Erstveröffentlichung: 6. August 2007 Verkäufe: + 700.000                        |
| 2007 | Last Time Trey Day                        | — | — | — | US69 (13 Wo.)US | Erstveröffentlichung: Dezember 2007                                             |
| 2009 | I Need a Girl Ready                       | — | — | — | US59 Gold · (16 Wo.)US | Erstveröffentlichung: 14. April 2009 Verkäufe: + 500.000                        |
| 2009 | LOL :-) Ready                             | — | — | — | US51 (8 Wo.)US | Erstveröffentlichung: 24. August 2009 feat. Gucci Mane & Soulja Boy             |
| 2009 | I Invented Sex Ready                      | — | — | — | US42 (20 Wo.)US | Erstveröffentlichung: 13. Oktober 2009 feat. Drake                              |
| 2009 | Say Aah Ready                             | — | — | — | US9 ×2Doppelplatin · (29 Wo.)US | Erstveröffentlichung: Dezember 2009 feat. Fabolous Verkäufe: + 2.000.000        |
| 2010 | Neighbors Know My Name Ready              | — | — | — | US43 Gold · (20 Wo.)US | Erstveröffentlichung: 16. Februar 2010 Verkäufe: + 500.000                      |
| 2010 | Already Taken Step Up 3D (O.S.T)          | — | — | UK79 (3 Wo.)UK | — | Erstveröffentlichung: Juli 2010                                                 |
| 2010 | Bottoms Up Passion, Pain & Pleasure       | — | — | UK71 Silber · (3 Wo.)UK | US6 ×4Vierfachplatin · (26 Wo.)US | Erstveröffentlichung: 10. August 2010 feat. Nicki Minaj Verkäufe: + 4.230.000   |
| 2010 | Can’t Be Friends Passion, Pain & Pleasure | — | — | — | US43 Platin · (20 Wo.)US | Erstveröffentlichung: 28. September 2010 Verkäufe: + 1.000.000                  |
| 2011 | Love Faces Passion, Pain & Pleasure       | — | — | — | US63 Platin · (16 Wo.)US | Erstveröffentlichung: 11. Januar 2011 Verkäufe: + 1.000.000                     |
| 2011 | Unusual Passion, Pain & Pleasure          | — | — | — | US68 (11 Wo.)US | Erstveröffentlichung: 17. Mai 2011 feat. Drake                                  |
| 2011 | Sex Ain’t Better Than Love Inevitable     | — | — | — | US80 (6 Wo.)US | Erstveröffentlichung: Dezember 2011                                             |
| 2012 | Heart Attack Chapter V                    | — | — | UK28 (5 Wo.)UK | US35 Platin · (26 Wo.)US | Erstveröffentlichung: 26. März 2012 Verkäufe: + 1.000.000                       |
| 2012 | 2 Reasons Chapter V                       | — | — | — | US43 Platin · (20 Wo.)US | Erstveröffentlichung: 12. Juni 2012 feat. T.I. Verkäufe: + 1.000.000            |
| 2012 | Dive In Chapter V                         | — | — | — | US77 Gold · (12 Wo.)US | Erstveröffentlichung: August 2012 Verkäufe: + 500.000                           |
| 2012 | Simply Amazing Chapter V                  | — | — | UK8 Silber · (8 Wo.)UK | — | Erstveröffentlichung: August 2012 Verkäufe: + 200.000                           |
| 2014 | Na Na Trigga                              | — | — | UK20 Gold · (7 Wo.)UK | US21 ×2Doppelplatin · (28 Wo.)US | Erstveröffentlichung: 21. Januar 2014 Verkäufe: + 2.475.000                     |
| 2014 | Foreign Trigga                            | — | — | — | US84 (10 Wo.)US | Erstveröffentlichung: 13. Mai 2014                                              |
| 2014 | Touchin, Lovin Trigga                     | — | — | UK79 Silber · (2 Wo.)UK | US43 Platin · (20 Wo.)US | Erstveröffentlichung: 9. September 2014 feat. Nicki Minaj Verkäufe: + 1.230.000 |
| 2015 | Slow Motion Trigga Reloaded               | — | — | UK— SilberUK | US26 ×3Dreifachplatin · (26 Wo.)US | Erstveröffentlichung: 20. Januar 2015 Verkäufe: + 3.305.000                     |
| 2015 | About You Trigga Reloaded                 | — | — | — | US83 (3 Wo.)US | Erstveröffentlichung: 19. Mai 2015                                              |
| 2017 | Nobody Else but You Tremaine the Album    | — | — | — | US92 Platin · (3 Wo.)US | Erstveröffentlichung: 4. April 2017 Verkäufe: + 1.015.000                       |
| 2018 | Shootin Shots 11                          | — | — | — | — | Erstveröffentlichung: 1. November 2018 feat. Ty Dolla Sign                      |

### Als Gastmusiker
| Jahr | Titel Album                                               | Höchstplatzierung, Gesamtwochen, AuszeichnungChartplatzierungen (Jahr, Titel, Album, Platzierungen, Wochen, Auszeichnungen, Anmerkungen) | Höchstplatzierung, Gesamtwochen, AuszeichnungChartplatzierungen (Jahr, Titel, Album, Platzierungen, Wochen, Auszeichnungen, Anmerkungen) | Höchstplatzierung, Gesamtwochen, AuszeichnungChartplatzierungen (Jahr, Titel, Album, Platzierungen, Wochen, Auszeichnungen, Anmerkungen) | Höchstplatzierung, Gesamtwochen, AuszeichnungChartplatzierungen (Jahr, Titel, Album, Platzierungen, Wochen, Auszeichnungen, Anmerkungen) | Anmerkungen |
| Jahr | Titel Album                                               | DE | CH | UK | US | Anmerkungen |
| ---- | --------------------------------------------------------- | --- | --- | --- | --- | --- |
| 2005 | Girl Tonite The Day After                                 | — | — | UK47 (2 Wo.)UK | US14 Gold · (20 Wo.)US | Erstveröffentlichung: 20. September 2005 Twista feat. Trey Songz                                               |
| 2006 | Missin’ Ur Kisses Hero Muzik                              | DE87 (5 Wo.)DE | — | — | — | Erstveröffentlichung: Dezember 2006 Raptile feat. Trey Songz                                                   |
| 2006 | 1st Time New Joc City                                     | — | — | — | US82 Gold · (6 Wo.)US | Erstveröffentlichung: Dezember 2006 Yung Joc feat. Trey Songz & Marques Houston                                |
| 2008 | Cuddy Buddy The Voice                                     | — | — | — | US76 Gold · (3 Wo.)US | Erstveröffentlichung: 19. Mai 2008 Mike Jones feat. Trey Songz, Twista & Lil Wayne                             |
| 2008 | Ride Gutta                                                | — | — | — | US90 (1 Wo.)US | Erstveröffentlichung: 14. Juli 2008 Ace Hood feat. Trey Songz                                                  |
| 2009 | Successful So Far Gone                                    | — | — | — | US17 Platin · (18 Wo.)US | Erstveröffentlichung: 13. Februar 2009 Drake feat. Trey Songz & Lil Wayne                                      |
| 2010 | Sex Room Battle of the Sexes                              | — | — | — | US69 (11 Wo.)US | Erstveröffentlichung: 18. Mai 2010 Ludacris feat. Trey Songz                                                   |
| 2011 | Out of My Head Lazers                                     | — | — | — | US40 Gold · (17 Wo.)US | Erstveröffentlichung: 22. Mai 2011 Lupe Fiasco feat. Trey Songz Verkäufe: + 500.000                            |
| 2011 | Take Off Transition                                       | — | — | UK84 (4 Wo.)UK | — | Erstveröffentlichung: 17. Juni 2011 Chip feat. Trey Songz                                                      |
| 2011 | Can’t Get Enough Cole World: The Sideline Story           | — | — | UK— SilberUK | US52 Platin · (20 Wo.)US | Erstveröffentlichung: September 2011 J. Cole feat. Trey Songz Verkäufe: + 1.200.000                            |
| 2012 | I Don’t Really Care Triple F Life: Friends, Fans & Family | — | — | — | US64 (1 Wo.)US | Erstveröffentlichung: 20. März 2012 Waka Flocka Flame feat. Trey Songz                                         |
| 2013 | Bounce It Stay Trippy                                     | — | — | — | US74 Gold · (19 Wo.)US | Erstveröffentlichung: 25. Juni 2013 Juicy J feat. Trey Songz & Wale Verkäufe: + 500.000                        |
| 2014 | Not For Long –                                            | — | — | — | US80 (9 Wo.)US | Erstveröffentlichung: 14. Oktober 2014 B.o.B feat. Trey Songz                                                  |
| 2016 | Jam Islah                                                 | — | — | — | US97 (1 Wo.)US | Erstveröffentlichung: 7. Oktober 2016 Kevin Gates feat. Trey Songz, Jamie Foxx & Ty Dolla $ign                 |
| 2017 | It’s a Vibe Pretty Girls Like Trap Music                  | — | — | UK— SilberUK | US44 ×5Fünffachplatin · (20 Wo.)US | Erstveröffentlichung: 9. März 2017 2 Chainz feat. Ty Dolla Sign, Trey Songz & Jhené Aiko Verkäufe: + 5.550.000 |

## Statistik

### Chartauswertung
|                     | DE    | CH    | UK    | US     |
| ------------------- | ----- | ----- | ----- | ------ |
| Nummer-eins-Alben   | DE—DE | CH—CH | UK—UK | US2US  |
| Top-10-Alben        | DE—DE | CH—CH | UK1UK | US5US  |
| Alben in den Charts | DE1DE | CH2CH | UK3UK | US12US |

|                       | DE    | CH    | UK    | US     |
| --------------------- | ----- | ----- | ----- | ------ |
| Nummer-eins-Singles   | DE—DE | CH—CH | UK—UK | US—US  |
| Top-10-Singles        | DE—DE | CH—CH | UK1UK | US2US  |
| Singles in den Charts | DE1DE | CH—CH | UK8UK | US36US |

### Auszeichnungen für Musikverkäufe
| Goldene Schallplatte - Brasilien - 2023: für die Single It’s a Vibe - Dänemark - 2021: für die Single Slow Motion - 2024: für das Album Trigga - 2025: für die Single Na Na - Neuseeland - 2018: für die Single Nobody Else but You - Vereinigte Staaten - 2020: für das Lied All We Do - 2020: für das Lied Cake - 2025: für das Lied Inside | Platin-Schallplatte - Neuseeland - 2023: für das Album Trigga - 2023: für die Single Na Na - 2023: für die Single Bottoms Up - 2024: für die Single Touchin, Lovin 2× Platin-Schallplatte - Neuseeland - 2023: für die Single Slow Motion 3× Platin-Schallplatte - Kanada - 2022: für die Single It’s a Vibe - Neuseeland - 2025: für die Single It’s a Vibe |

Anmerkung: Auszeichnungen in Ländern aus den Charttabellen bzw. Chartboxen sind in ebendiesen zu finden.
| Land/RegionAuszeichnungen für Musikverkäufe (Land/Region, Auszeichnungen, Verkäufe, Quellen) | Silber     | Gold       | Platin       | Verkäufe   | Quellen              |
| -------------------------------------------------------------------------------------------- | ---------- | ---------- | ------------ | ---------- | -------------------- |
| Brasilien (PMB)                                                                              | —          | Gold1      | —            | 20.000     | pro-musicabr.org.br  |
| Dänemark (IFPI)                                                                              | —          | 3× Gold3   | —            | 100.000    | ifpi.dk              |
| Kanada (MC)                                                                                  | —          | —          | 3× Platin3   | 240.000    | musiccanada.com      |
| Neuseeland (RMNZ)                                                                            | —          | Gold1      | 9× Platin9   | 270.000    | radioscope.co.nz NZ2 |
| Vereinigte Staaten (RIAA)                                                                    | —          | 15× Gold15 | 27× Platin27 | 34.500.000 | riaa.com             |
| Vereinigtes Königreich (BPI)                                                                 | 8× Silber8 | Gold1      | —            | 1.860.000  | bpi.co.uk            |
| Insgesamt                                                                                    | 8× Silber8 | 21× Gold21 | 39× Platin39 |            |                      |